# Molophilus arizonicus
Molophilus arizonicus är en tvåvingeart som beskrevs av Alexander 1946. Molophilus arizonicus ingår i släktet Molophilus och familjen småharkrankar. Inga underarter finns listade i Catalogue of Life.